# RFUチャンピオンシップ2024-25
RFUチャンピオンシップ2024-25（2024–25 RFU Championship）は、イングランドにおけるラグビーユニオンクラブリーグの2部大会である。上位大会（1部）は「プレミアシップ・ラグビー2024-25」、下位大会（3部）は「ナショナルリーグ1 2024-25」となる。
次季から大会名が「チャンプ・ラグビー2025-26」となる。

## 昇格・降格
通常は、優勝チームが昇格し（上位大会の最下位が降格）、最下位チームが降格する（下位大会の優勝チームが昇格）。

### 大会前
2024-25シーズンでは、上位大会から降格してきたチームが無く、昇格して去ったチームも無かった。チンノーRFCが下位大会（ナショナルリーグ1）から昇格し、前季（2023-24シーズン）より1チーム増え、12チームで開催した。

### 大会後
2025年5月17日、イーリング・トレイルファインダーズが残り2試合を残して、2年連続（通算3回目）の優勝を果たした。しかし、いずれの3回ともスタジアム収容人数の最低基準に届かず、プレミアシップ・ラグビーへの昇格ができなかった。
次シーズンからは、12チームから14チームに増加する。そのため2024-25シーズンでの降格は行われなかった。

### 2025-26から「チャンプ・ラグビー」に
次季2025-26シーズンから大会名を「チャンプ・ラグビー（Champ Rugby）」に変更。2チーム増やし、14チームで開催。2024-25ナショナルリーグ1の優勝チームであるリッチモンドと、プロラグビーに復帰するウスター・ウォリアーズが加わる。ホームとアウェイを変えて26ラウンドを対戦。上位6チームがプレーオフに進み、優勝チームはグラウンド収容人数と安全基準の要件が満たしている場合、上位大会（プレミアシップ）へ昇格する。

## 出場チーム
全12チーム。
| チーム                             | スタジアム                 | 収容人数        | 本拠地, 地域                           | 前シーズン順位          |
| ---------------------------------- | -------------------------- | --------------- | -------------------------------------- | ----------------------- |
| イーリング・トレイルファインダーズ | Trailfinders Sports Ground | 5,000 (2,115席) | West Ealing, ロンドン                  | 優勝 (昇格なし)         |
| コーニッシュ・パイレーツ           | Mennaye Field              | 4,000 (2,200席) | ペンザンス, コーンウォール             | 準優勝                  |
| コヴェントリー                     | Butts Park Arena           | 5,250 (3,000席) | コヴェントリー, ウェスト・ミッドランズ | 3位                     |
| ベッドフォード・ブルーズ           | Goldington Road            | 5,000 (1,700席) | Bedford, ベッドフォードシャー          | 4位                     |
| ハートプリー大学RFC                | Hartpury Stadium           | 2,000           | Hartpury, グロスタシャー               | 5位                     |
| ドンカスター・ナイツ               | Castle Park rugby stadium  | 5,183 (1,926席) | ドンカスター, サウス・ヨークシャー     | 6位                     |
| アンプティル                       | Dillingham Park            | 3,000           | Ampthill, ベッドフォードシャー         | 7位                     |
| ノッティンガムRFC                  | Lady Bay Sports Ground     | 3,700           | ノッティンガム, ノッティンガムシャー   | 8位                     |
| ロンドン・スコティッシュFC         | Athletic Ground            | 4,500 (1,000席) | リッチモンド, ロンドン                 | 9位                     |
| カルディRFC                        | Paton Field                | 4,000           | Thurstaston, ウィラル, マージーサイド  | 10位                    |
| ケンブリッジRUFC                   | Grantchester Road          | 2,200 (200席)   | ケンブリッジ, ケンブリッジシャー       | 11位                    |
| チンノーRFC                        | Kingsey Road               | 2,500           | Thame, オックスフォードシャー          | ナショナルリーグ1で優勝 |

## 順位表
2025年5月18日現在（全22節のうち、第20節まで）。出典：
勝ち点：勝利4、引き分け2、負け0。ボーナスポイント：勝敗にかかわらず4トライ以上獲得で1、7点差以内の負けで1。
| 順位 | チーム                             | 前年順位              | 勝敗   | 勝敗 | 勝敗 | 勝敗 | 得点 | 得点 | 得点     | ボーナス ポイント (BP) | ボーナス ポイント (BP) | 勝ち点 (BPを含む) | 昇格/降格                   |
| 順位 | チーム                             | 前年順位              | 試合数 | 勝   | 分   | 負   | 得点 | 失点 | 得失点差 | 4トライ 以上獲得       | 7点差以内 の負け       | 勝ち点 (BPを含む) | 昇格/降格                   |
| ---- | ---------------------------------- | --------------------- | ------ | ---- | ---- | ---- | ---- | ---- | -------- | ---------------------- | ---------------------- | ----------------- | --------------------------- |
| 1    | イーリング・トレイルファインダーズ | 優勝                  | 20     | 17   | 0    | 3    | 1014 | 369  | 645      | 18                     | 3                      | 89                | プレミアシップへの昇格なし  |
| 2    | ベッドフォード・ブルーズ           | 4位                   | 20     | 15   | 0    | 5    | 722  | 488  | 234      | 15                     | 1                      | 76                |                             |
| 3    | コーニッシュ・パイレーツ           | 準優勝                | 20     | 13   | 0    | 7    | 557  | 539  | 18       | 12                     | 3                      | 67                |                             |
| 4    | ドンカスター・ナイツ               | 6位                   | 20     | 13   | 0    | 7    | 598  | 445  | 153      | 11                     | 3                      | 66                |                             |
| 5    | ハートプリー大学RFC                | 5位                   | 20     | 12   | 1    | 7    | 585  | 493  | 92       | 13                     | 3                      | 66                |                             |
| 6    | コヴェントリー                     | 3位                   | 20     | 12   | 0    | 8    | 616  | 507  | 109      | 12                     | 4                      | 64                |                             |
| 7    | ノッティンガムRFC                  | 8位                   | 20     | 8    | 0    | 12   | 541  | 644  | -103     | 11                     | 5                      | 48                |                             |
| 8    | アンプティル                       | 7位                   | 20     | 8    | 0    | 12   | 493  | 674  | -181     | 11                     | 6                      | 49                |                             |
| 9    | ロンドン・スコティッシュFC         | 9位                   | 20     | 8    | 0    | 12   | 523  | 620  | -97      | 10                     | 3                      | 45                |                             |
| 10   | チンノーRFC                        | ナショナルリーグ1優勝 | 20     | 6    | 1    | 13   | 443  | 515  | -72      | 6                      | 5                      | 37                |                             |
| 11   | カルディRFC                        | 10位                  | 20     | 4    | 0    | 16   | 398  | 614  | -216     | 7                      | 5                      | 28                |                             |
| 12   | ケンブリッジRUFC                   | 11位                  | 20     | 3    | 0    | 17   | 408  | 990  | -582     | 7                      | 0                      | 19                | ナショナルリーグ1へ降格なし |

勝ち点が同点の場合のタイブレーカー：(1) 勝利した試合数、(2) 得失点の差、(3) 獲得した合計ポイント数、(4) 同点チーム間の試合で獲得した合計ポイント数、(5) 最初の試合を除いた勝利した試合数、次に 2 番目の試合と、同点が確定するまで続ける。

## 関連大会
本大会と同時期に、イングランド最高峰リーグの「プレミアシップ・ラグビー2024-25」、フランス最高峰リーグの「2024-25 トップ14」、ヨーロッパ強豪国と南アフリカ共和国が参加する「2024-25ユナイテッド・ラグビー・チャンピオンシップ」が開催されている。
|          | ヨーロッパ6か国 および 南アフリカ共和国 ほか ・           |                                                 |                                                   |                                                                         | |
| 上位大会 | 2024-25ヨーロピアンラグビーチャンピオンズカップ           | 2024-25ヨーロピアンラグビーチャンピオンズカップ | 2024-25ヨーロピアンラグビーチャンピオンズカップ   | 2024-25ヨーロピアンラグビーチャンピオンズカップ                         | 2024-25ヨーロピアンラグビーチャンピオンズカップ                                                                        |
| 下位大会 | 2024-25EPCRチャレンジカップ                               | 2024-25EPCRチャレンジカップ                     | 2024-25EPCRチャレンジカップ                       | 2024-25EPCRチャレンジカップ                                             | 2024-25EPCRチャレンジカップ                                                                                            |
|          |                                                           |                                                 |                                                   |                                                                         | |
|          | イングランド                                              | フランス                                        |                                                   | アイルランド・スコットランド・ウェールズ・イタリア・南アフリカ共和国 ・ | アイルランド・スコットランド・ウェールズ・イタリア・南アフリカ共和国 ・                                                |
| 1部大会  | プレミアシップ・ラグビー2024-25                           | 2024-25 トップ14                                | 2024-25ユナイテッド・ラグビー・チャンピオンシップ | 2024-25ユナイテッド・ラグビー・チャンピオンシップ                       | |
|          |                                                           |                                                 |                                                   |                                                                         | |
| 2部大会  | RFUチャンピオンシップ2024-25 (次季からチャンプ・ラグビー) | 2024-25 プロD2                                  |                                                   | 各 国内リーグ                                                           | オールアイルランド・リーグ、 スコティッシュ・プレミアシップ、 スーパーラグビー・カムリ、 セリエAエリート、カリーカップ |
| 3部大会  | ナショナルリーグ1                                         | シャンピオナ・フェデラル・ナシオナル            |                                                   | 各 国内リーグ                                                           | オールアイルランド・リーグ、 スコティッシュ・プレミアシップ、 スーパーラグビー・カムリ、 セリエAエリート、カリーカップ |